# Ouyanghai
Ouyanghai (kinesiska: 欧阳海, 欧阳海乡) är en socken i Kina. Den ligger i provinsen Hunan, i den södra delen av landet, omkring 240 kilometer söder om provinshuvudstaden Changsha. Antalet invånare är 19315. Befolkningen består av 9 094 kvinnor och 10 221 män. Barn under 15 år utgör 24,0 %, vuxna 15-64 år 66 %, och äldre över 65 år 8,0 %.
Genomsnittlig årsnederbörd är 1 843 millimeter. Den regnigaste månaden är augusti, med i genomsnitt 268 mm nederbörd, och den torraste är oktober, med 37 mm nederbörd.